# سودالیت

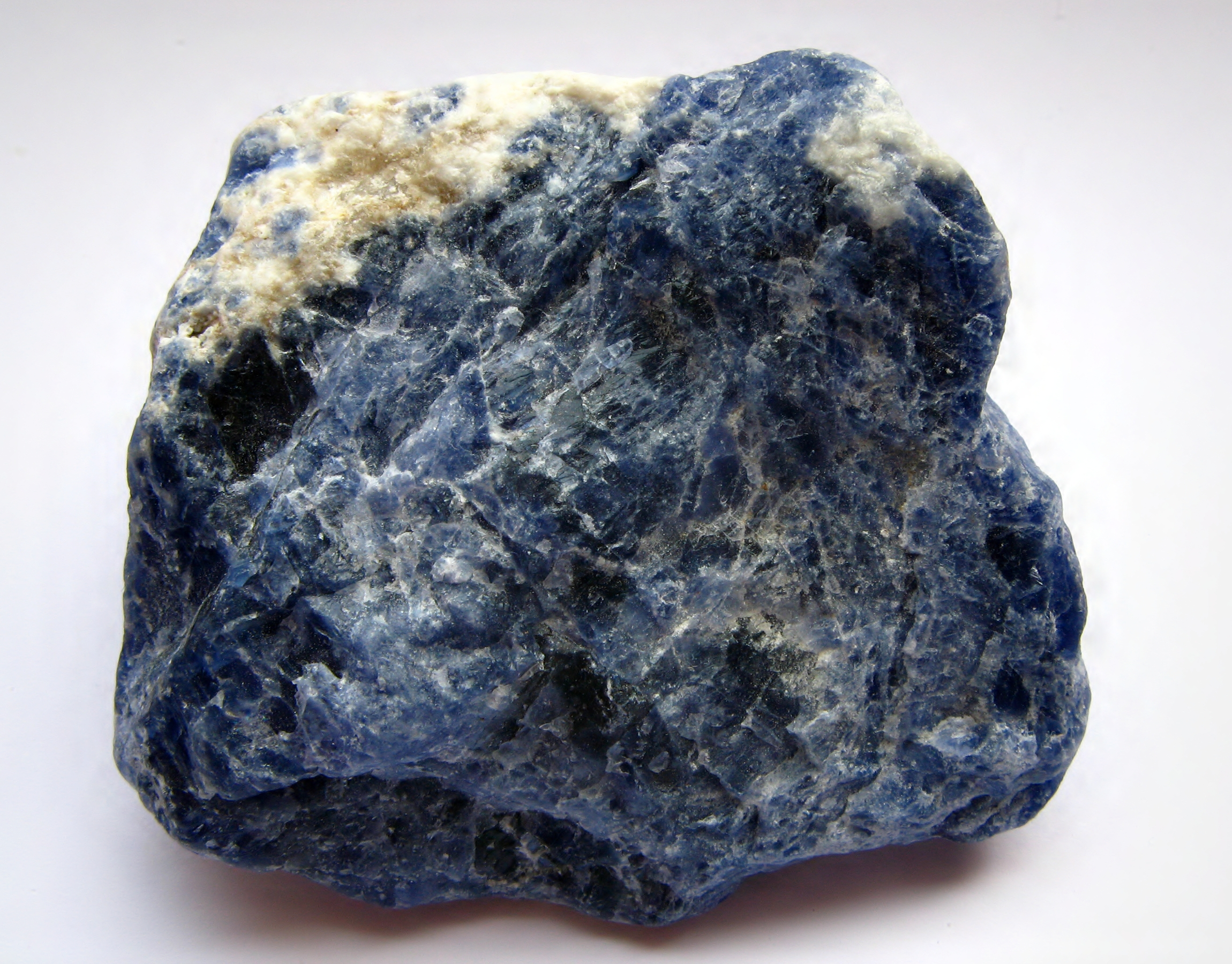
سودالیت sodalite نوعی ماده‌ی معدنی تکتوسیلیکات است که رنگ آن آبی و کمی روبه بنفش است و عنصر سدیم را داخل خود دارد. این نوع سنگ افزون بر رنگ آبی در رنگ‌های دیگر مانند صورتی و خاکستری و نارنجی هم موجود است. برای ساخت زیورآلات معمولاً از رنگ آبی آن استفاده می‌شود.

سودالیت (به انگلیسی: Sodalite) با فرمول شیمیایی Na8[Cl2-(AlSiO4)6] از مجموعه کانی هاست و از ترکیب شیمیایی آن گرفته شده‌است. در اسیدها حل شده و به رنگ سفید تا بیرنگ در می‌آید. Na2O:۲۵٪ Al2O۳:۳۱٪ SiO۲:۳۷٪ Cl:۷٪ برای اولین بار در کانادا کشف شد و از نظر شکل بلور: ایزومتریک - ماکله، رنگ: سفید - خاکستری آبی - سبز، شفافیت: غیرشفاف - نیمه شفاف، شکستگی: صدفی - نامنظم، جلا: شیشه‌ای - چرب، رخ: کامل، سیستم تبلور: کوبیک (مکعبی) و در رده‌بندی سیلیکات است همچنین خاصیت مغناطیسی ندارد و منشأ تشکیل آن ماگمایی است.
همایند کانی‌شناسی (پارانژ) آن رنگ(نوز آن)-اشعه X- واکنش هایشیمیاییلازوریت - نوزآن - هاوئین- نفلین- تیتانیت- زیرکن و غیره است
، از نظر ژیزمان بلوری - آگرگات دانه‌ای - توده‌ای کمیاب ; آلمان غربی، ایتالیا، رومانی، پرتغال، گروئنلند، بولیوی، URSS، برمه، آمریکا و کانادا یافت می‌شود.